# Боливарианские игры 2001
14-е Боливарианские игры проходили с 7 по 16 сентября 2001 года в Амбато (Эквадор). В соревнованиях приняло участие около 2000 спортсменов из 6 стран. Церемония открытия Игр была проведена на стадионе «Беллависта», открывал Игры министр образования и спорта Эквадора Роберто Хансе в качестве представителя президента Густаво Нобоа.

## Виды спорта
- Академическая гребля
- Альпинизм
- Баскетбол
- Бейсбол
- Билярд
- Бодибилдинг
- Бокс
- Борьба
- Боулинг
- Велоспорт
- Волейбол
- Водные виды спорта
- Гребля на байдарках и каноэ
- Дзюдо
- Карате
- Конный спорт
- Лёгкая атлетика
- Настольный теннис
- Парусный спорт
- Пляжный волейбол
- Ракетбол
- Сёрфинг
- Сквош
- Софтбол
- Спортивная гимнастика
- Стрельба
- Стрельба из лука
- Теннис
- Тхэквондо
- Тяжёлая атлетика
- Футбол
- Художественная гимнастика
- Шахматы

## Итоги Игр
| Место | Страна    | Золото | Серебро | Бронза | Всего |
| ----- | --------- | ------ | ------- | ------ | ----- |
| 1     | Венесуэла | 189    | 145     | 80     | 414   |
| 2     | Колумбия  | 96     | 117     | 117    | 330   |
| 3     | Эквадор   | 46     | 66      | 133    | 245   |
| 4     | Перу      | 32     | 32      | 46     | 110   |
| 5     | Боливия   | 13     | 10      | 38     | 61    |
| 6     | Панама    | 2      | 6       | 13     | 21    |
| Всего | Всего     | 378    | 376     | 427    | 1181  |